# Nationalsocialistiska tyska arbetarepartiet
Nationalsocialistiska tyska arbetarepartiet (Nationalsozialistische Deutsche Arbeiterpartei (fil), förkortning: NSDAP) var ett nationalsocialistiskt politiskt parti i Tyskland mellan 1919 och 1945. Partiet var tidigare känt som Tyska arbetarpartiet (tyska: Deutsche Arbeiterpartei, akronym DAP), innan namnet ändrades 1920. Partiets ordförande, Adolf Hitler, utsågs till Tysklands rikskansler av rikspresident Paul von Hindenburg i januari 1933. Hitler etablerade snabbt en totalitär regim, som blev känd som Tredje riket och NSDAP blev statsbärande parti i en enpartistat.
Samtidigt som DAP bytte namn till NSDAP den 24 februari 1920 i ölhallen Hofbräuhaus i München offentliggjorde partiet sitt partiprogram i 25 punkter där huvudpunkterna utgjorde upphävande av Versaillesfördraget, tillbakadragande av judarnas tyska medborgarskap och det som partiet kallade "stärkande av folkgemenskapen".
NSDAP ansåg att demokrati och laissez-faire-kapitalism var misslyckade, förespråkade rasbiologiskt "det tyska folkets rasrenhet" och förföljde dem som de ansåg som antingen rasfiender eller Lebensunwertes Leben (livsovärdigt liv). Detta inbegrep judar, slaver och romer samt homosexuella, mentalt handikappade, kommunister med flera. Judar sågs som roten till all världens ondska och hölls ansvariga för både kapitalismen och kommunismen. I enlighet med dessa övertygelser organiserade partiet och den tyska staten, som det kontrollerade, ett systematiskt massmord på cirka sex miljoner judar, känt som Förintelsen, och cirka fem miljoner andra människor, främst ryssar, polacker och romer. Flera tusen politiska fiender till den nazistiska regimen, tillsammans med tyska homosexuella, handikappade och religiösa minoriteter dödades också. Hitlers strävan att bygga ett imperium genom att expandera Tysklands territorium var huvudorsaken till andra världskriget i Europa.
Efter Tysklands förlust i andra världskriget upplöstes och förbjöds partiet 1945.

## Historia

### Vägen till makten

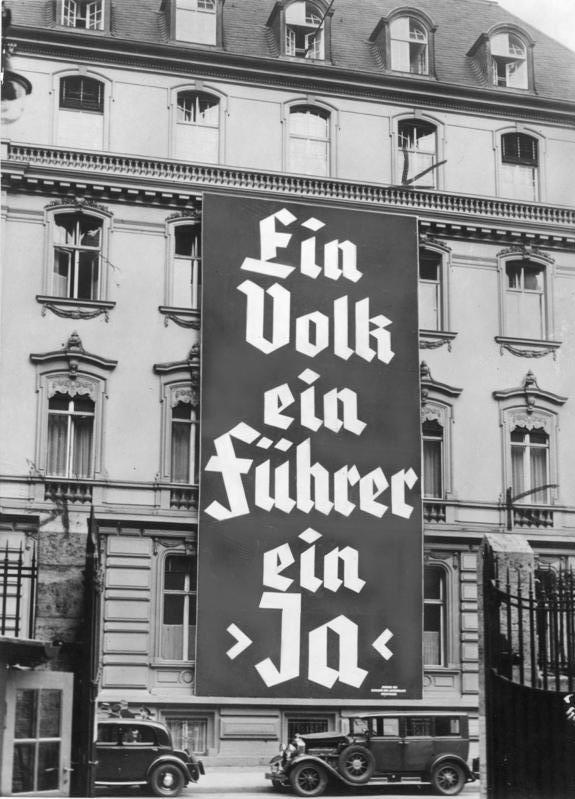
Jättelik valaffisch vid riksdagsvalen 1933: Ett folk, en ledare, ett ja.

Den 5 januari 1919 bildades Deutsche Arbeiterpartei (DAP), det som skulle komma att bli NSDAP, av några järnvägsarbetare i Bayern. Partiet kallade sig socialistiskt, men hade främst avsikt att värna om nationella intressen och bekämpa judarna, kapitalismen och den marxistiska arbetarrörelsen. Adolf Hitler blev den 19 september utsänd av den militära underrättelsetjänsten för att spionera på det relativt nygrundade DAP. Partiledaren Anton Drexler var som många andra bayrare och tyskar vid denna tid revanschlysten efter Tysklands förlust i första världskriget och den påföljande Versaillesfreden och möjligen var han även antisemit. En annan man som befann sig i denna ölkällare tyckte att Bayern borde återgå till att bli en självständig stat. Detta uttalande gjorde Hitler så utom sig av ilska att han höll ett passionerat tal där han menade att alla tyskar (det vill säga alla tysktalande icke-judar) måste förenas i ett rike. Drexler blev då så imponerad att han erbjöd Hitler medlemskap i partiet. Hitler funderade på detta ett tag, han hade redan bestämt sig för att prova på politiken, men hade tidigare utgått från att han själv skulle starta ett parti. Efter djupa funderingar valde Hitler att bli medlem i Anton Drexlers parti.
Revanschistiska rörelser var mycket vanliga i Bayern vid denna tid och DAP var bara ett parti bland många andra med likartad politisk åskådning. Efter att ha övertagit partiledningen från Drexler började Hitler, med visst stöd från lokala finansiärer, att reformera partiet och införde hakkorset som symbol. Folk i München började uppmärksamma DAP, som i februari 1920 hade bytt namn till NSDAP. Bland de tidiga medarbetarna märks Rudolf Hess och Ernst Röhm. Den senare, en före detta arméofficer, grundade partiets paramilitära kår, Sturmabteilung ("stormavdelningen"), förkortat SA. SA-trupper visade upp sig genom marscher och parader, och höll vakt vid NSDAP-möten. SA anföll också kommunisternas och andra partiers möten och misshandlade judar. Även Hermann Göring, som under första världskriget varit flygare i samma förband som Manfred von Richthofen, anslöt sig till rörelsen, senare även Joseph Goebbels. I Nürnberg ledde Julius Streicher ett parti med en liknande ideologi och när denne anslöt sig till NSDAP, spred sig ryktet om NSDAP i hela Bayern. Utanför Bayern var rörelsen dock fortfarande tämligen okänd.
I juli 1921 övertog Hitler posten som partiets ledare. I Bayern försökte han den 8 och 9 november 1923 tillsammans med bland annat general Erich Ludendorff att starta en nazistisk revolution. Men den så kallade Ölkällarkuppen misslyckades, och Adolf Hitler dömdes den 1 april 1924 till fem års fängelse att avtjänas i Landsberg am Lech. Hitler släpptes dock redan i december samma år. Under sin tid på Landsberg skrev (och dikterade) Hitler här första delen av boken Mein Kampf ("min kamp"). Andra delen skrev han efter sin frigivning.
Under Hitlers fängelsetid kom partiet att splittras, och särskilt i norra Tyskland tog en vänsterfalang inom partiet makten under bröderna Gregor och Otto Strasser, även om de formellt erkände Hitler som partiets ledare. 1925-1926 kom det till öppen konflikt. Sedan den nordtyska falangen röstat för ett förslag om expropriering av de tyska furstehusens egendom. Sedan Hitler genom sin representant Gottfried Federer protesterat mot beslutet kom Joseph Goebbels att kräva Hitlers uteslutning ur partiet. Hitler lyckades dock senare vid ett möte i München 1926 vinna över Goebbels och Gregor Strasser till sin falang. Otto Strasser kastades senare efter fortsatta förlikningsförsök ut ur partiet.
I USA kom den stora börskraschen den 30 oktober 1929, och inom kort drabbades även Europa av följderna. Tyskland, som tagit stora lån i USA, drabbades mycket hårt med massarbetslöshet och soppköksköer som följd. Förtroendet för den demokratiska Weimarrepubliken föll, och NSDAP och Adolf Hitler tog detta tillfälle i akt. Att riksdagen bestod av en brokig skara partier som inte kunde komma överens gjorde saken lättare för NSDAP.
I mars 1930 avgick den socialdemokratiske rikskanslern Hermann Müller. Han efterträddes av Heinrich Brüning, ledare för det katolska centerpartiet. Brüning hade rekommenderats av general Kurt von Schleicher till rikspresident Paul von Hindenburg. Brüning, som beskrevs som osjälvisk, banade ofrivilligt vägen för Hitlers maktövertagande 1933. Efter att ha misslyckats med att få parlamentarisk majoritet för sin finansplan, manade han president Hindenburg i juli 1930 att utlysa nyval. Detta ägde rum den 14 september 1930 och blev en katastrof för Brüning, som hoppats på en mer tillmötesgående riksdag.
I valkampanjen 1930 lovade NSDAP en ljusare framtid bara man slapp den parlamentariska oordningen. Detta budskap gick i denna kristid hem hos många väljare och NSDAP gick från 810 000 röster 1928 till 6 409 600 vid detta val. Antalet mandat ökade från 12 till 107. Därmed hade i ett slag NSDAP blivit ett av Tysklands största partier. Även kommunisterna gick fram, från 54 mandat till 77. (4 592 000 röster) Valet löste inte Brünings bekymmer utan blev vändpunkten för Adolf Hitler och NSDAP. Under tiden som följde samlade NSDAP stöd hos diverse betydelsefulla affärsmän och andra. Brüning satt dock kvar som förbundskansler till maj 1932, då Hindenburg bytte ut honom mot Franz von Papen.
Men innan dess var den stora tyska politiska frågan vintern 1932 att Hindenburgs sjuåriga ämbetsperiod gått ut. Resultatet av första valomgången av presidentvalet presenterades den 13 mars 1932.
| Kandidat            | Antal röster        | Parti och yrke                        |
| ------------------- | ------------------- | ------------------------------------- |
| Paul von Hindenburg | 18 651 497 (49,6 %) | sittande president och fältmarskalk   |
| Adolf Hitler        | 11 339 446 (30,4 %) | NSDAP, politiker                      |
| Ernst Thälmann      | 4 983 341 (13,2 %)  | tyska kommunistpartiet, politiker     |
| Theodor Duesterberg | 2 557 726 (6,8 %)   | tysknationella folkpartiet, politiker |

- Samtliga presidentkandidater var dekorerade med Järnkorset av olika grader.

Inför valet hade socialdemokraterna gett sitt stöd till Hindenburg; man ville försäkra sig om att Hitler inte blev president. Detta fick kommunisterna att hamna i storbråk med socialdemokraterna. För kommunisterna spelade valet mellan den aristokratiske Hindenburg och Hitler mindre roll, därför ställde man också upp med en kandidat, Ernst Thälmann. Om Theodor Duesterberg hade avstått från att låta sig nomineras så hade Hindenburg fått över 50% redan i första omgången.
Men nu fortsatte valkampen, och den 10 april 1932 hölls andra valomgången.
| Kandidat            | Antal röster        | Parti och yrke                      |
| ------------------- | ------------------- | ----------------------------------- |
| Paul von Hindenburg | 19 359 986 (53,0 %) | sittande president och fältmarskalk |
| Adolf Hitler        | 13 418 547 (36,8 %) | NSDAP, politiker                    |
| Ernst Thälmann      | 3 706 759 (10,2 %)  | tyska kommunistpartiet, politiker   |

Hindenburg förblev Weimarrepublikens president efter valet. Rikskansler Brüning (som avskedats en gång tidigare 7 oktober till 9 oktober 1931) byttes ut av presidenten och ny rikskansler blev 1 juni 1932 Franz von Papen, en politiker från det borgerliga politiska mittfältet. Nu stod nästa val, riksdagsvalet den 31 juli 1932 på programmet. Och NSDAP fick ungefär lika många röster som Hitler själv fått i presidentvalet nyligen - 13 745 000 röster motsvarande 37 % av alla röster samt hela 230 platser i riksdagen. NSDAP var nu Tysklands största parti, men ännu hade inte NSDAP majoritet. President Hindenburg höll fast vid Franz von Papen som rikskansler och regeringschef. Nazisterna började bli otåliga, och fick ett tag nöja sig med att Hermann Göring blev riksdagens talman (12 september 1932). Kommunisternas misstroendeförklaring mot Franz von Papens regering gav NSDAP möjlighet att störta von Papen, genom att stödja kommunisterna. Regeringen, med von Papen i spetsen, ville upplösa riksdagen samtidigt som riksdagen ville upplösa regeringen (som utsågs av presidenten). Det var därför viktigt i vilken ordning förslagen lades. Enligt reglerna hade rikskanslern rätt att få börja, men Göring i talarstolen låtsades inte höra honom. Istället lät han riksdagen rösta om kommunisternas misstroendeförklaring, innan rikskanslern hade lyckades upplösa riksdagen. Först därefter läste Göring upp von Papens dekret om att upplösa riksdagen, men förklarade upplösningsdekretet ogiltigt. Misstroendeförklaringen hade nämligen slutat med siffrorna 513 röster mot regeringen och bara 32 för. Riksdagen lyckades sålunda avsätta rikskanslern istället för att själv bli upplöst.
Dessa händelser var inledningen till den kalabalikartade atmosfär som rådde i Berlin hösten 1932. Trots att von Papen förlorade förtroendeomröstningen stort, kunde han sitta kvar tillfälligt. Nyval utlystes till den 6 november 1932, men i detta val backade NSDAP med 32 mandat och 2 miljoner väljare jämfört med i juli. NSDAP var dock fortsatt Tysklands största parti. En vecka efter valet fick von Papen avgå, och många räknade med att det nu skulle bli Hitlers tur att få försöka reda ut den depression som fortfarande rådde. President Hindenburg väntade två veckor innan han utsåg general Kurt von Schleicher till rikskansler. Denne fick dock knappt någon tid på sig att uträtta något eftersom han avskedades den 29 januari 1933. Orsaken var troligen att von Papen påverkat den åldrade presidenten. Nu skulle von Papen få revansch och återkomma i en regering men inte som dess chef utan som vicekansler. Till rikskansler för den nya regeringen utsågs istället Adolf Hitler.

### Nazismen i Tyskland
Tyskland blev dock inte en nazistisk stat omedelbart efter president Hindenburg utsett Adolf Hitler till rikskansler för en flerpartiregering där bara tre av nio ministrar var nazister. (förutom Hitler blev Göring luftfartsminister och Frick inrikesminister.) Perioden från 30/1-1933 till president Hindenburgs död i augusti 1934 brukar kallas Tysklands nazificering.

#### Riksdagshusbranden
Den holländske kommunisten Marinus van der Lubbe greps av polis på kvällen den 27 februari 1933, tagen på bar gärning efter att ha satt eld på riksdagshuset i Berlin. Detta var inte sanktionerat av Thälmans kommunistparti, men det faktum att en känd kommunist gripits och erkänt var tillräckligt för att spela NSDAP i händerna. Det florerade mycket tidigt rykten om att nazisterna själva hade stuckit riksdagshuset i brand för att kunna skylla det hela på sina politiska motståndare, t.ex. att SA-ledaren Karl Ernst hade lett en grupp män som antänt riksdagshuset. NSDAP krävde snabba åtgärder för att kväva vad man hävdade var början på en kommunistisk revolution i sin linda. Det är dock inte mycket som tyder på att nazisterna verkligen blivit skrämda, mer troligt är att man utnyttjade den situation som uppstått till sin fördel helt oavsett vad kommunisterna tog sig för. Hitler agerade mycket snabbt, redan dagen efter riksdagshusbranden besökte han president Hindenburg och lyckades övertala honom att underteckna en förordning "för att skydda folket och staten", vilken upphävde de 7 avsnitt i Weimarrepublikens författning som skyddade de medborgerliga fri- och rättigheterna, vilket beskrevs som "en försvarsåtgärd mot kommunistiska våldshandlingar."
Följande rättigheter ströks eller förändrades
1. rätt att fritt uttrycka en åsikt (privat)
2. rätt att fritt uttrycka en åsikt (tidningscensur)
3. föreningsrätten
4. rätt att ej få sina brev lästa av tjänstemän
5. husundersökningar utan fullmakt
6. statlig konfiskationsrätt
7. begränsning av äganderätten (staten kunde konfiskera allt från ett hem till en fabrikskoncern)

Därutöver fick riksregeringen efter "behov" ta över makten i delstaterna. Dödsstraff infördes för fler brott bland annat "allvarliga störningar av lugnet av beväpnade personer". Strax därefter började också radion sända Hitler- och Goebbelspropaganda. Omkring 4 000 av de mest aktiva kommunisterna fördes till SA:s kaserner där de torterades och misshandlades grovt, till döds i flera fall. Alla kommunistiska tidningar stängdes omgående. Senare många andra icke-kommunistiska tidningar. SA trakasserade också de andra politiska partiers möten (inklusive de som ingick i regeringen). Nu hade NSDAP både riksregeringens och den preussiska regeringens resurser och gatorna började smyckas med hakkorsflaggor inför valet den 5 mars 1933. All terror och propaganda till trots fick NSDAP 44% av samtliga röster, totalt 17 277 180 röster (en ökning med 5,5 miljoner). Av de övriga partierna fick centern 4 429 900 röster, socialdemokraterna 7 181 629, kommunisterna 4 848 058 och von Papens tysknationella 3 136 760. Tillsammans uppnådde NSDAP och von Papens parti majoritet med 16 röster i den tillfälliga riksdagen.
Nu var planen att NSDAP skulle få diktatoriska befogenheter under fyra år enligt en ny lag, Fullmaktslagen. Enligt konstitutionen räcke dock inte en 50% majoritet för ett sådant beslut - utan det krävdes 2/3 majoritet. För att säkerställa att lagförslaget likväl gick igenom riksdagen den 15/3 ordnade man så att 81 kommunistiska riksdagsmän blev "frånvarande" samt att ett antal socialdemokrater inte släpptes in i den tillfälliga riksdagssalen. Från och med den 15 mars 1933 var Tyskland inte längre en officiellt demokratisk stat. Dock var makten ännu inte helt i nazisternas händer. Presidenten kunde avsätta sin rikskansler, och inom armén fanns stort ogillande för den korpral som nu saknade officiella politiska motståndare och som tycktes ha en egen armé i form av SA. Det senare var dock bara till häften sant; Hitlers "privata" armé skulle inte bli den som hjälpt honom till makten, SA, utan en ny organisation under uppbyggande av den ännu okände Heinrich Himmler, SS.
Den konservativa och interna nazistiska oppositionen krossades i de långa knivarnas natt där Röhm och andra nazister som sågs som konkurrerade om makten dödades samt en del konservativa som motstått nazisterna (till exempel von Schleicher). Efter de långa knivarnas natt förminskades SA:s betydelse och detta stillade den tyska arméns farhågor att SA skulle ersätta dem.
Den ålderstigne von Hindenburg avled 2 augusti 1934 och Hitler förenade då kansler- och presidentämbetet i ett nytt ämbete, führer ("ledare"). Hitler var nu oinskränkt diktator över Tyskland. NSDAP blev nu statsbärande parti fram till Tysklands nederlag i andra världskriget då partiet upplöstes och förbjöds av segermakterna.
Som avslutning av Tysklands yttre nazificeringsprocess infördes partiets svastikaflagga som tysk nationalflagga fr.o.m. den 1 september 1935. (Under perioden mars 1933 till augusti 1935 hade den svart-vit-röda kejsarflaggan från 1871-1919
återtagits)

## Ideologi
Nazismen, NSDAP:s grundideologi, var en totalitär ideologi som förenade extrem nationalism med en ny definition av socialism som förde fram begreppet "folkgemenskap" som ett alternativ till liberalismens individualism och socialismens klasskamp. NSDAP vilade även på pseudovetenskapligt rastänkande, delvis religiöst inspirerat. Antisemitismen var central; judarna ansågs vara ansvariga för hela världens olyckor och som de som styrde både kommunismen och kapitalismen.

## Organisation

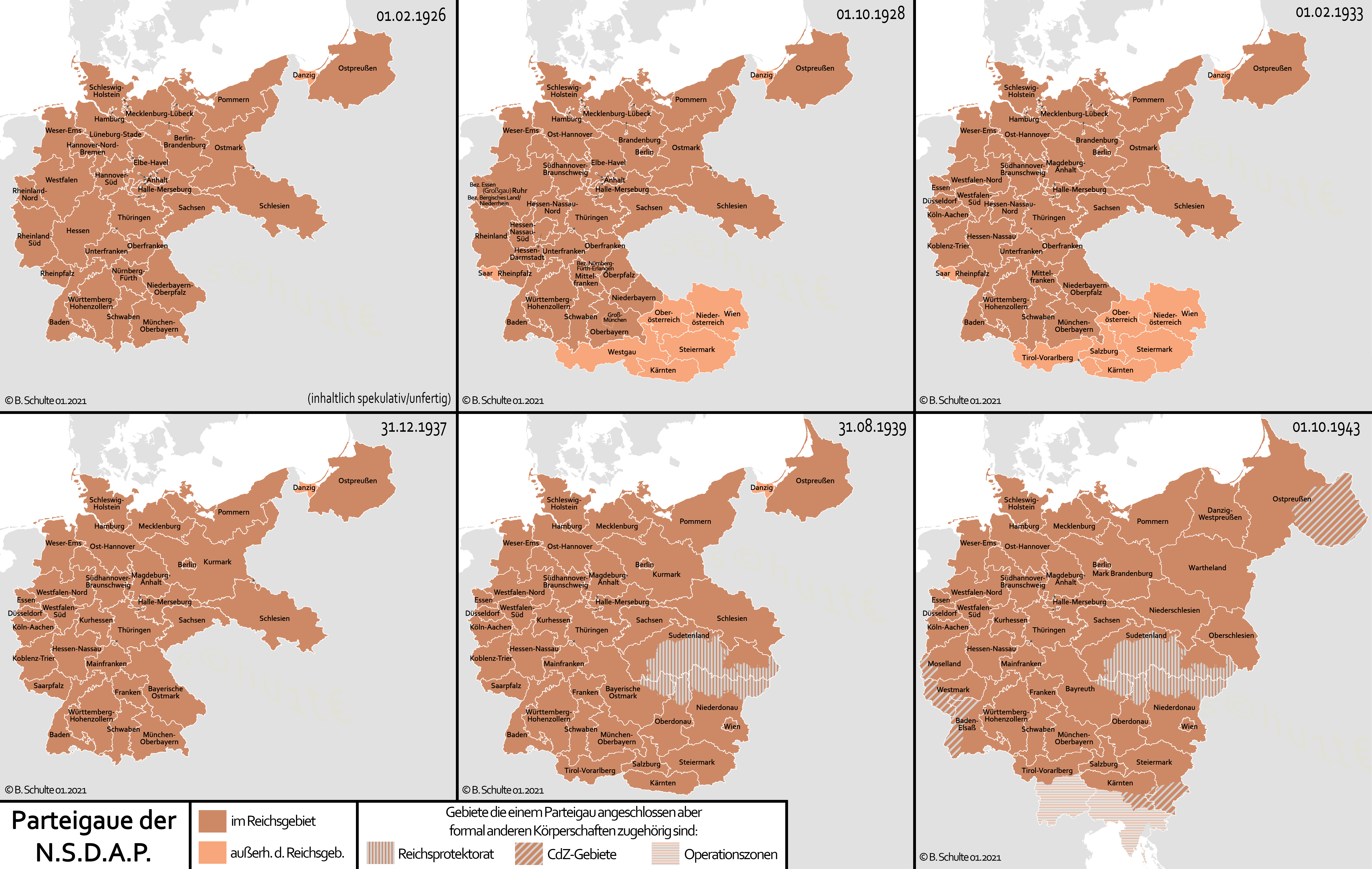
NSDAP Gaue 1926, 1928, 1933, 1937, 1939 och 1943.

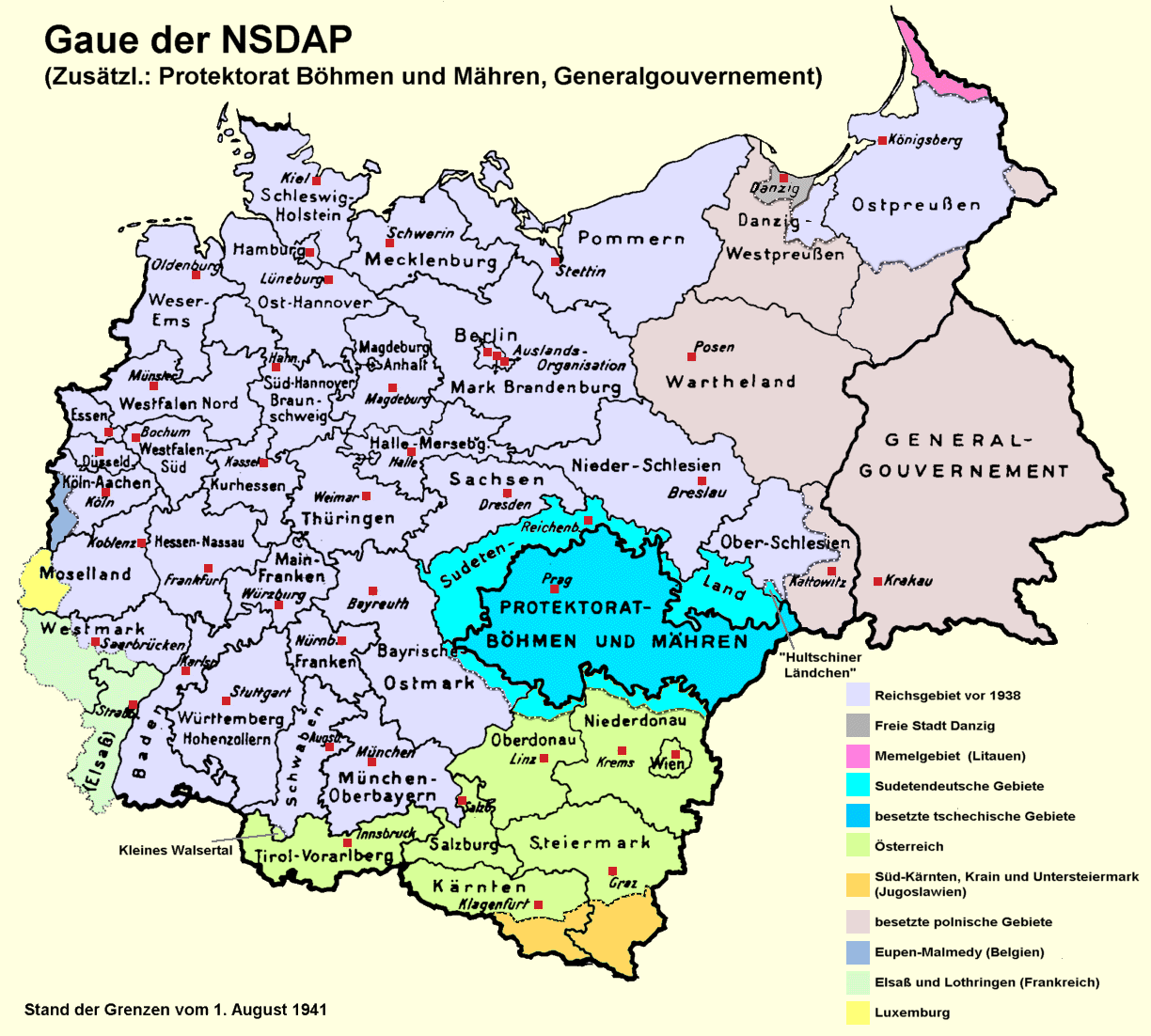
NSDAP-distrikt 1941

### Riksledningen
Den högsta nivån inom NSDAP (direkt underordnad Führern, "ledaren") var Reichsleitung ("riksledningen"). De 18 riksledarna bildade NSDAP:s riksledning, vilken hade sitt säte i München. Vissa riksledare tillhörde även riksregeringen. Reichsleitung hade avdelningar för organisation, utbildning, personal, ekonomi, propaganda och rätt (alla dessa slogs samman med respektive departement 1933). Utöver dessa fanns det avdelningar för utrikespolitik, arkiv, kolonier, riksdagens partigrupp och avdelningen för politisk och ideologisk utbildning inom partiet.

### Gauledningen
Nästa nivå var Parteigau som leddes av en Gauleitern och hans stab. Det fanns 43 stycken Gaue i Tyskland och de annekterade områdena 1943 (antalet ändrades vid ett flertal tillfällen genom sammanslagningar och delningar av Gaue).

### Kretsledningarna
Varje Gau var uppdelat i ett flertal Kreise ("kretsar", som leddes av en Kreisleiter), och det fanns 920 Kreise 1943. Varje Kreis var i sin tur uppdelat i ett flertal Ortsgruppen ("ortsgrupper", som leddes av en Ortsgruppenleiter). Ortsgruppen var den grundläggande enheten inom NSDAP och bestod av (minst) femton medlemmar. De 30 601 Ortsgruppen var uppdelade i Zellen ("celler", som leddes av en Zellenleiter) och de 121 406 Zellen var uppdelades i 539 774 Blocke (som leddes av en Blockleiter). Blockleitern var ansvarig för mellan 40 och 60 hushåll och förde register över dem (Haushaltskarten) där han noterade bland annat deras attityd mot partiet och staten. Till sin hjälp hade Blockleitern ett antal Blockhelfer, en för 8-15 hushåll. Han biträddes också av tre Blockwalter, en för vardera Deutsche Arbeitsfront, Nationalsozialistiche Volkswohlfahrt och NS-Frauenschaft.

### Partiorganisationer
Partiet hade följande underorganisationer (ofta kallade partiorganisationer):
- Bund Deutscher Mädel (BDM) - Det kvinnliga ungdomsförbundet
- Hitler-Jugend (HJ) - Ungdomsförbundet
- Nationalsozialistischer Deutscher Dozentenbund (NSDDB) – (från juli 1944) - Docentförbundet
- Nationalsozialistischer Deutscher Studentenbund (NSDStB) - Studenförbundet
- Nationalsozialistischer Frauenschaft (NSF) - Kvinnoförbundet
- Nationalsozialistisches Kraftfahrkorps (NSKK) - Automobilkåren
- Nationalsozialistischer Reichsbund für Leibesübungen (NSRL) - Rikets idrottsförbund
- NSDAP/AO – Utlandsorganisationen
- Schutzstaffel (SS)
  - Allgemeine SS
  - Waffen-SS
  - SS-Verfügungstruppe
  - SS-Totenkopfverbände
- Sturmabteilung (SA)

### Anslutna organisationer
Det fanns också ett antal till partiet anslutna organisationer, som dock utgjorde egna juridiska personer:
- Reichsbund der Deutschen Beamten - Statstjänstemännens riksförbund
- Deutsche Arbeitsfront (DAF) - Tyska arbetsfronten
- NS-Deutscher Ärztebund (NSDÄB) - Tyska läkarförbundet
- Nationalsozialistischer Rechtswahrerbund (NSRB) - Nationalsocialistiska juristförbundet
- NS-Kriegsopferversorgung (NSKOV) - Nationalsocialistiska krigsinvalidorganisationen
- NS-Lehrerbund (NSLB) - Nationalsocialistiska lärarförbundet
- Nationalsozialistische Volkswohlfahrt (NSV) - Nationalsocialistiska välfärdsorganisationen

## Väljarstöd

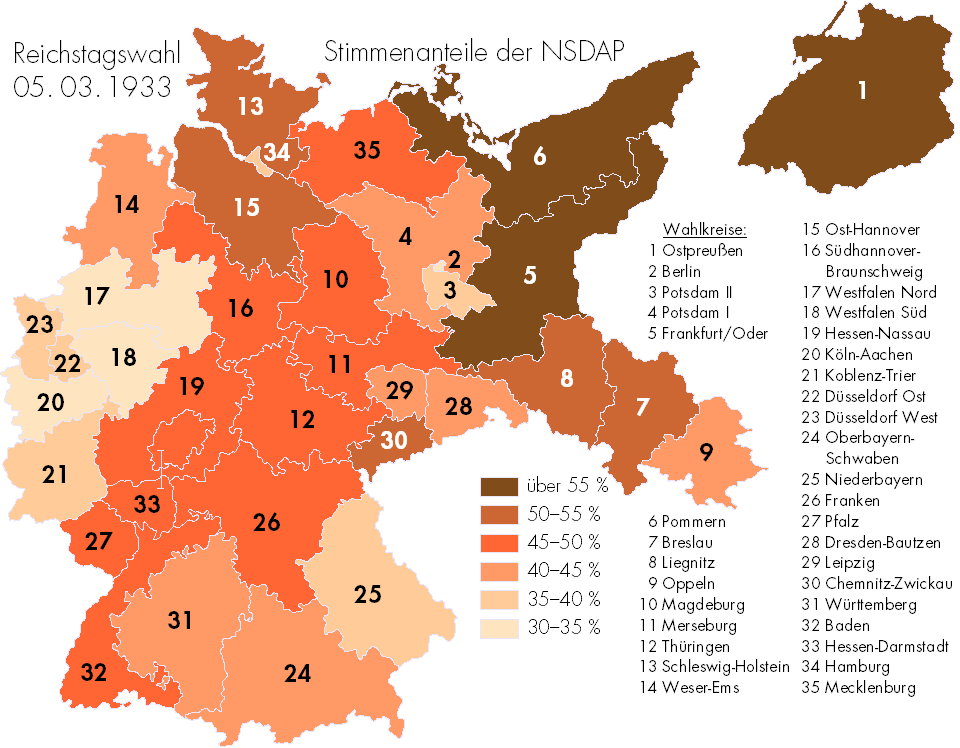
Nazistpartiet stöddes framförallt öster om Elbe och i protestantiska områden. Väljarstöd i valen den 5 mars 1933

Partiets väljarstöd i de tyska riksdagsvalen var under 1920-talet som högst i maj 1924 då det låg på 6,5 %. Vid riksdagsvalet 1928 hade det sjunkit till 2,6 %. Under 1930-talets första år ökade väljarstödet snabbt. Redan i september 1930 var siffran uppe i 18,3 % och i juli 1932 nådde partiet sin högsta siffra någonsin i ett fritt demokratiskt val, då 37,3 % av de tyska väljarna röstade på partiet. Siffran från 6 november 1932 som utgjorde grunden för det nazistiska maktövertagandet 1933 var 33,1 %.

## Social sammansättning
Nazistpartiets medlemskader i landkreis Bernburg, Fristaten Anhalt (idag Sachsen-Anhalt).
| År   | Arbetare | Tjänstemän | Egna företagare |
| ---- | -------- | ---------- | --------------- |
| 1929 | 40 %     | 48 %       | 12 %            |
| 1939 | 35 %     | 54 %       | 11 %            |
| 1944 | 60 %     | 37 %       | 3 %             |

Källa: 

## NSDAP/AO
NSDAP/AO (AO står för Auslands-Organisation) var NSDAP:s organisation för partimedlemmar som bodde i andra länder än Tyskland. De första utländska partiavdelningarna bildades i Paraguay 1928, i Schweiz 1930 och i USA samma år. I och med NSDAP/AO:s grundande 1931 kunde de officiellt bli en del av NSDAP:s partiapparat. NSDAP/AO grundades på initiativ av Reichsparteileiter Gregor Strasser och leddes till en början av Hans Nieland.
Under efterkrigstiden har beteckningen NSDAP/AO använts av den kanadensiska nynazisten Gary Lauck, se vidare NSDAP/AO.

## Partiets grader och gradbeteckningar

### Gradbeteckningar
På den bruna partiuniformen bars följande gradbeteckningar (från 1938):

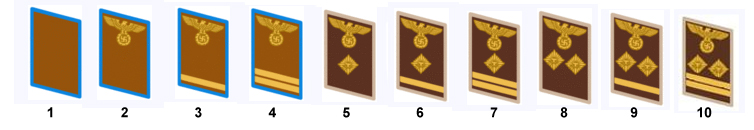
1: Anwärter (inte partimedlem), 2: Anwärter, 3: Helfer, 4: Oberhelfer, 5: Arbeitsleiter, 6: Oberarbeitsleiter, 7: Hauptarbeitsleiter, 8: Bereitschaftsleiter, 9: Oberbereitschaftsleiter, 10: Hauptbereitschaftsleiter

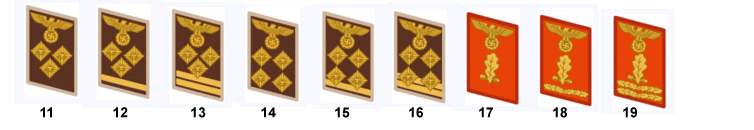
11: Einsatzleiter, 12: Obereinsatzleiter, 13: Haupteinsatzleiter, 14: Gemeinschaftsleiter, 15: Obergemeinschaftsleiter, 16: Hauptgemeinschaftsleiter, 17: Abschnittsleiter, 18: Oberabschnittsleiter, 19: Hauptabschnittsleiter

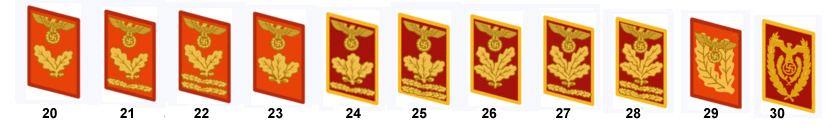
20: Bereichsleiter, 21: Oberbereichsleiter, 22: Hauptbereichsleiter, 23: Dienstleiter, 24: Oberdienstleiter, 25: Hauptdienstleiter, 26: Befehlsleiter, 27: Oberbefehlsleiter, 28: Hauptbefehlsleiter, 29: Gauleiter, 30: Reichsleiter

Den högsta grader i ortsgruppen var Oberabschnittsleiter. Den högsta grader i kretsledningen var Dienstleiter. Den högsta grader i gauledningen var Gauleiter. Den högsta graden i riksledningen var Reichsleiter. 
Källa:

### Rangordning
| Rang   | Wehrmacht                    | NSDAP                                                                        |
| ------ | ---------------------------- | ---------------------------------------------------------------------------- |
| 1      | Generalfeldmarschall         | Reichsleiter                                                                 |
| 2      | Generaloberst                | Gauleiter Hauptbefehlsleiter                                                 |
| 3      | General                      | Oberbefehlsleiter                                                            |
| 4      | Generalleutnant              | Befehlsleiter                                                                |
| 5      | Generalmajor                 | Hauptdienstleiter                                                            |
| 6      | Oberst                       | Oberdienstleiter                                                             |
| 7      | Oberstleutnant               | Dienstleiter Hauptbereichsleiter                                             |
| 8      | Major                        | Oberbereichsleiter Bereichsleiter Hauptabschnittsleiter Oberabschnittsleiter |
| 9      | Hauptmann                    | Abschnittsleiter Hauptgemeinschaftsleiter Obergemeinschaftsleiter            |
| 10     | Oberleutnant                 | Gemeinschaftsleiter Haupteinsatzleiter                                       |
| 11     | Leutnant                     | Obereinsatzleiter Einsatzleiter                                              |
| 12     | Stabsfeldwebel               | saknade motsvarighet i NSDAP                                                 |
| 13     | Oberfeldwebel                | Hauptbereitschaftsleiter Oberbereitschaftsleiter                             |
| 14     | Feldwebel                    | Bereitschaftsleiter                                                          |
| 15     | Unterfeldwebel               | saknade motsvarighet i NSDAP                                                 |
| 16     | Unteroffizier                | Hauptarbeitsleiter                                                           |
| 17     | Stabsgefreiter Obergefreiter | Oberarbeitsleiter Arbeitsleiter                                              |
| 18     | Gefreiter                    | Oberhelfer                                                                   |
| 19     | Obergrenadier Grenadier      | Helfer                                                                       |
| Källa: |                              |                                                                              |